# لين إتش. أشلي
لين إتش. أشلي هو سياسي أمريكي، ولد في 23 ديسمبر 1885، وتوفي في 21 أبريل 1974. نشط حزبيًا في الحزب الجمهوري، وقد انتخب عضو جمعية ولاية ويسكونسن ‏.